# Dimitrij Dmitrijevič Kuruta
Grof Dimitrij Dimitrijevič Kuruta (rusko Дмитрий Дмитриевич Курута), ruski general grškega rodu, * 1769, † 1833.
Bil je eden izmed pomembnejših generalov, ki so se borili med Napoleonovo invazijo na Rusijo; posledično je bil njegov portret dodan v Vojaško galerijo Zimskega dvorca.

## Življenje
Leta 1787 je postal podporočnik v Peterburškem grenadirskem polku. 8. marca 1803 je postal podpolkovnik v oskrbovalni službi. Sodeloval je v kampanjah leta 1805 in 1807. 20. januarja 1808 je bil povišan v polkovnika. 
19. julija 1810 je postal adjutant velikega vojvode Konstantina Pavloviča. Med letoma 1810 in 1811 je bil poveljnik plemiškega polka. Za zasluge med patriotsko vojno je bil 25. decembra 1812 povišan v generalmajorja. 
Leta 1815 je bil imenovan za načelnika glavnega štaba Konstantina Pavloviča v Varšavi. 6. novembra istega leta pe je postal poveljnik 2. vojaške šole in ponovno poveljnik plemiškega polka. 
24. septembra 1816 je bil povišan v generalporočnika in 25. junija 1828 v generala pehote. 22. avgusta 1826 je bil povzdignjen v grofa Ruskega imperija. 
Leta 1831 je sodeloval v zatrtju poljskega upora. 11. junija naslednjega leta je postal član vojaškega sveta.